# Спрединг
Спредингът (на английски: spreading – „разтягане, разширяване“) е процес на образуване на нов океански тип земна кора. Това става в осовите части на средноокеанските хребети (дивергентните граници на литосферните плочи), където в условията на разтягане се създава възможност за придвижването към повърхността на пластичен астеносферен материал. Достигайки повърхността той се охлажда и застива. Литосферните плочи продължават да се отдалечават една от друга, а мантийното вещество продължава да постъпва в зоните на средноокеанските хребети, образувайки по този начин нова кора. В резултат на спрединга става разширяването на океанските басейни.
За скоростта и продължителността на спрединга се съди от възрастта на седиментните и магмените скали, изграждащи океанската литосфера. Най-млади са скалите, разположени в непосредствена близост до срединоокеанските хребети. Отчитайки как с отдалечаване от хребетите нараства абсолютната възраст на скалите, може да се направят изводи за темповете на разширение на океанския басейн, тоест за темповете на спрединг. В края на 60-те години бе доказано, че спредингът в южния Атлантически океан е продължавал непрекъснато през последните 70 млн. години. В днешно време скоростта на спрединг за Атлантическия океан е около 6 cm/год., докато в Тихия океан – около 4 cm/год.